# Felsővárosvíz község
Felsővárosvíz község (románul: Comuna Orăștioara de Sus) község Hunyad megyében, Romániában. Központja Felsővárosvíz, beosztott falvai Bucsum, Costești-Deal, Felsőludesd, Gredistye, Kisoklos, Kosztesd, Ludesd.

## Népessége
A 2011-es népszámlálás adatai alapján a község népessége 2079 fő volt.